# Чжан Жун, Франциск
 Франциск Чжан Жун  (кит.  張榮 方濟, 1838 г., провинция Шаньси, Китай — 9.07.1900 г., Тайюань, Китай) — святой Римско-Католической Церкви, член третьего францисканского ордена, мученик.

## Биография
Франциск Чжан Жун родился в Янцюй, провинция Шаньси в 1838 году. Работал в сельском хозяйстве. После смерти жены не вступил в повторный брак. Через некоторое время его семья переехала в Тайюань, где он в течение 10 лет проработал дворником и посыльным. Во время ихэтуаньского восстания боксёров в 1899—1900 гг. в Китае христиане поверглись жестоким преследованиям со стороны повстанцев. 9.07.1900 года Симон Чжан Жун был расстрелян по приказу губернатора Шаньси вместе с епископами Григорием Марией Грасси, Франциском Фоголлой, Элиа Факкини, тремя католическими священниками, семью монахами, семью семинаристами и десятью мирянами.
Франциск Чжан Жун был беатифицирован 17 апреля 1955 года Римским Папой Пием XII вместе с французским миссионером Леоном Мангеном и канонизирован 1 октября 2000 года Римским Папой Иоанном Павлом II вместе с группой 120 китайских мучеников.
День памяти в Католической Церкви — 9 июля.

## Источник
- George G. Christian OP, Augustine Zhao Rong and Companions, Martyrs of China, 2005, стр. 34